# Huckleberry Finn (1920)

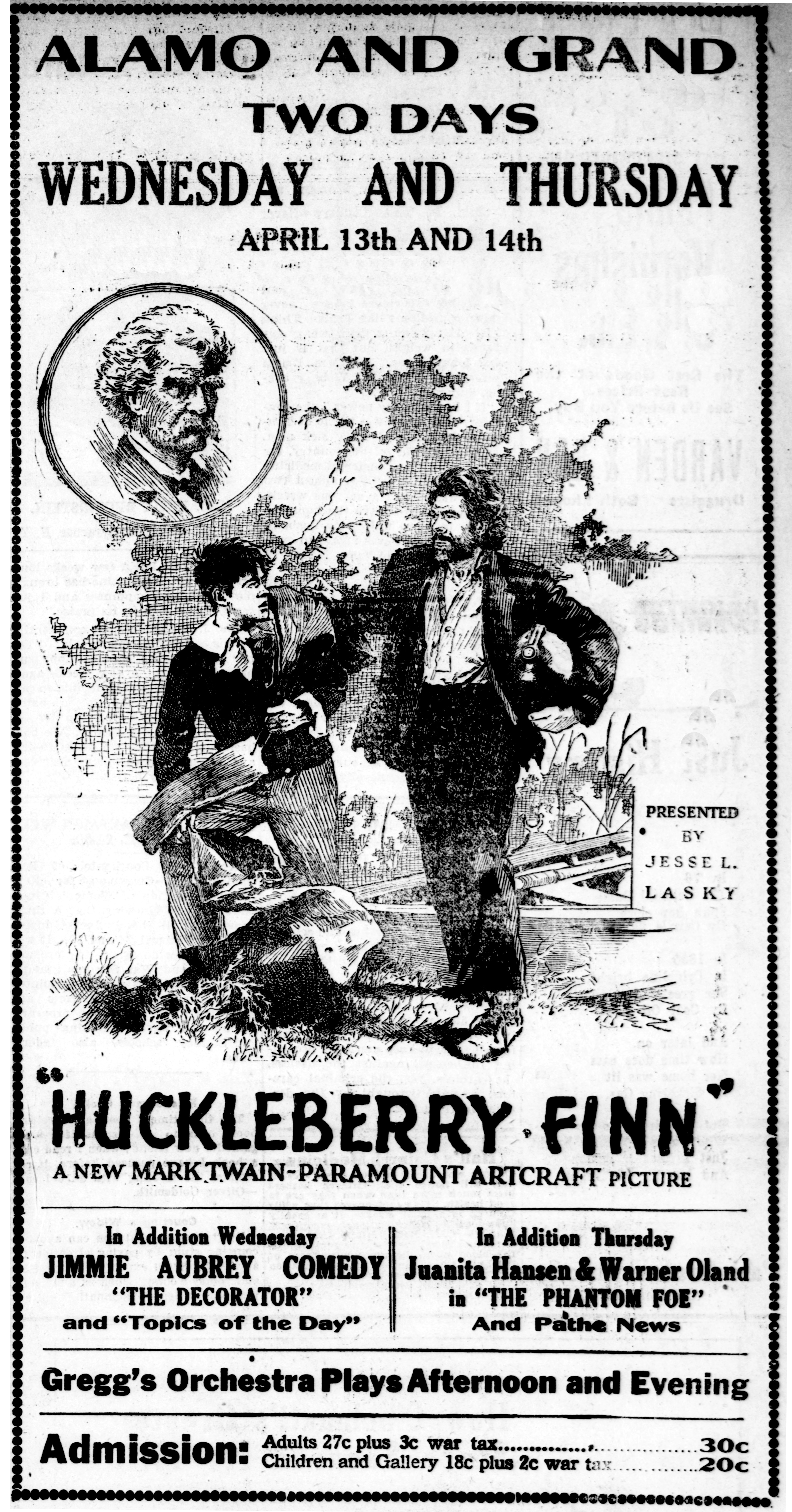
Jornal de Huckleberry Finn de 1920

Huckleberry Finn é um filme mudo produzido nos Estados Unidos, dirigido por William Desmond Taylor e lançado em 1920. É baseado no romance Adventures of Huckleberry Finn, de Mark Twain.